# Teodor d'Alexandria (segle V)
Teodor d'Alexandria (en llatí Theodorus, en grec antic Θεόδωρος) fou un religiós, que era diaca de l'església d'Alexandria, i que al concili de Calcedònia de l'any 451 va presentar un libellus (en grec Λίβελλος), contra el patriarca d'Alexandria Diòscor, on l'acusava durament, i on deia que la persecució que ell mateix patia era deguda a l'enfrontament que havia tingut amb el seu predecessor Ciril I d'Alexandria.